# Gmina Bushat
Gmina Bushat (alb. Komuna Bushat) – gmina w Albanii, położona w północno-zachodniej części kraju. Administracyjnie należy do okręgu Szkodra w obwodzie Szkodra. W 2012 roku zamieszkiwało ją 23763 mieszkańców. W skład gminy wchodzi jedenaście wsi: Bushat, Shkjaze, Plezhe, Kosmac, Stajke, Ashte, Ranxe, Fshat i Ri, Mali i Jushit, Plepan, Melgus.